# Billy Cannon
William Abb Cannon, mais conhecido como Billy Cannon, (2 de agosto de 1937 – 20 de maio de 2018) foi um jogador de futebol americano, tendo posições como running back e tight end.
Jogou profissionalmente no American Football League (AFL) e na National Football League (NFL). Participou da Louisiana State University (LSU), onde jogou futebol americano universitário. Ajudou em 1958 a LSU a ganhar um campeonato nacional, e recebeu o Troféu Heisman, como jogador de maior destaque, em 1959.
Cannon tornou-se um dentista, depois de se aposentar do futebol. Em 1983, após uma série de maus investimentos imobiliários, ele se envolveu em corrupção, sendo condenado e preso. Em 1995, ele foi contratado como um dentista na Penitenciária da Louisiana, função que ocupou até sua morte, em 2018. 

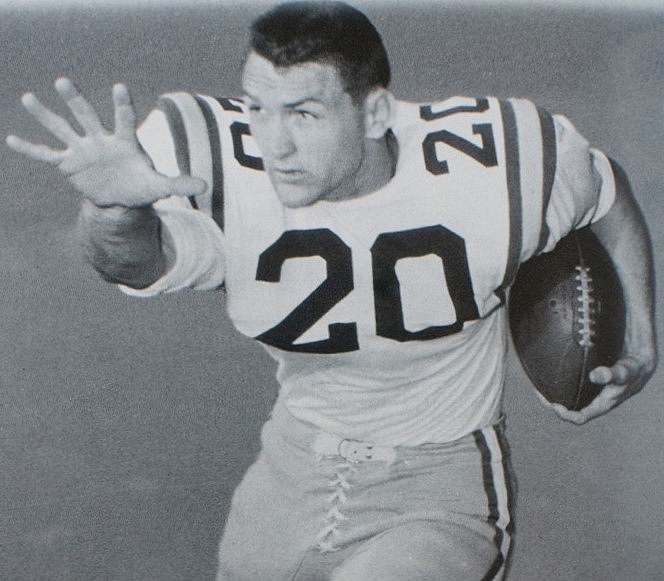
Cannon na LSU.

Cannon continuou por muitos anos a ser uma figura respeitada no esportes, apesar de seus problemas legais.